# Burg Haiger
Die Burg Haiger ist eine abgegangene Wasserburg südlich der Stadtkirche (im Bereich der heutigen Burgstraße) in der Stadt Haiger im Lahn-Dill-Kreis in Hessen.
Die Burg war Stammsitz der Herren von Haiger; ein Udo von Haiger wurde erstmals 1158 (oder 1159) bei der Belehnung der Grafen von Laurenburg mit der Burg Nassau durch den Erzbischof von Trier urkundlich erwähnt. Zeitpunkt und Erbauer der Burg sind nicht bekannt. Möglicherweise ist es aber königliches Lehensgut eines Königshofes des ostfränkischen Konrad I., der 914 urkundlich erwähnt wird, als Konrad der Kirche in Weilburg (dem Walpurgisstift) eine Taufkirche mit seinem Hof Haiger im Gau Haiger samt den Zehnten, den Markt und den dritten Teil der Königscheffel überließ.
Gericht und Landesherrschaft lagen im 13. und 14. Jahrhundert bei den Herren von Molsberg. Von diesen erwarb 1311 und 1321 Graf Heinrich I. von Nassau die Herrschaft. Als die Dillenburger Linie der Nassauer 1425 geteilt wurde, erhielt Graf Johann III. die Burg als Wohnsitz zugesprochen.
1455 kam die Burg als Erbburglehen an die Herren von Haiger zurück.
Hermann von Haiger († 1495) und sein Sohn Jost, der letzte männlichen Nachkomme der von Haiger, ließen um 1490 den Chorraum der Haigerer Kirche von Freskenmalern ausmalen. Etwa 90 Jahre später wurde der Chorraum neu gestaltet und die Fresken übertüncht und gerieten dadurch völlig in Vergessenheit. So überstanden sie den großen Stadtbrand von 1723. In den ersten Jahren des 20. Jahrhunderts wurden sie wiederentdeckt und restauriert. Sie gehören heute zu den bedeutendsten Kunstschätzen des Lahn-Dill-Raumes.
Nachdem das Geschlecht derer von Haiger 1511 in der männlichen Linie erloschen war, wurde das Lehen von den Grafen von Nassau als erledigt eingezogen.
Die Burg war 1617 bereits völlig verfallen, nicht mehr bewohnbar und durch Steinraub völlig abgetragen. Heute ist die ehemalige Burganlage nicht mehr genau lokalisierbar.
Historische Abbildungen aus dem beginnenden 17. Jahrhundert weisen auf ein turmartiges Gebäude, etwa einen Wohnturm, südlich der Kirche hin.